# Stolon (liturgie)
Pour les articles homonymes, voir stolon.
 (juillet 2025).
Si vous disposez d'ouvrages ou d'articles de référence ou si vous connaissez des sites web de qualité traitant du thème abordé ici, merci de compléter l'article en donnant les références utiles à sa vérifiabilité et en les liant à la section « Notes et références ».
Le stolon, de l'italien stolone, est un ornement utilisé autrefois dans la liturgie catholique.

## Origine et utilisation
Le stolon, appelé étole large en France, est une bande de tissu portée en bandoulière par le diacre lorsqu'il déposait la chasuble pliée, portée pendant les temps de pénitence, depuis l'Évangile jusqu'à la communion.
Placée au-dessus de l'étole diaconale et dans le même sens qu'elle, elle simulait la chasuble qui, à l'origine, se roulait en bandoulière pour permettre au diacre de remplir son office avec plus d'aisance.
Cette bandoulière n'étant pas une étole, elle n'en avait ni les croix ni les palettes, mais était simplement ornée d'un galon horizontal vers les extrémités inférieures.
Son usage a été aboli en rite romain, en même temps que celui des chasubles pliées, par les dispositions du Code des rubriques de 1960.